# Scotophaeus correntinus
Scotophaeus correntinus är en spindelart som beskrevs av Mello-Leitao 1945. Scotophaeus correntinus ingår i släktet Scotophaeus och familjen plattbuksspindlar. Inga underarter finns listade i Catalogue of Life.